# Xenosaga Episode I: Der Wille zur Macht
Xenosaga Episode I: Der Wille zur Macht (ゼノサーガ エピソードI 力への意志, Zenosāga Episōdo Wan: Chikara e no Ishi) é um jogo eletrônico de RPG desenvolvido pela Monolith Soft e publicado pela Namco. É o primeiro título da série Xenosaga, parte da metassérie Xeno, e foi lançado exclusivamente para PlayStation 2 em 2002 no Japão e no ano seguinte na América do Norte. A jogabilidade contém exploração de ambientes através de uma narrativa linear, enquanto os combates utilizam um sistema de turnos com os personagens lutando tanto a pé quanto pilotando um mecha chamado de A.G.W.S..
A história se passa em um futuro em que a humanidade deixou a Terra, seguindo Shion Uzuki, uma funcionária das Indústrias Vector; e também KOS-MOS, uma androide de batalha projetada para enfrentar os alienígenas hostis gnosis. Uzuki e KOS-MOS são puxadas para dentro da luta entre a Federação da Galáxia e a Organização U-TIC após terem fugido de um ataque gnosis. Com a ajuda de outros personagens, as duas enfrentam o mistério sobre as motivações da U-TIC e dos planos do imortal Albedo Piazzolla.
O desenvolvimento de Episode I começou em 2000 sob o codinome "Projeto X" logo depois da fundação da Monolith Soft. O título tinha a intenção de ser um sucessor espiritual de Xenogears, tendo a participação de vários membros da equipe original como o diretor e roteirista Tetsuya Takahashi, a roteirista Kaori Tanaka, desenhista de personagens Kunihiko Tanaka e o compositor Yasunori Mitsuda. O jogo foi bem recebido pela crítica, vendendo mais de um milhão de cópias. Uma sequência foi lançada em 2004 e um terceiro título em 2006. Episode I recebeu uma adaptação em anime na televisão em 2005.

## Jogabilidade

Uma batalha em Episode I, com o grupo enfrentando vários inimigos.

Xenosaga Episode I: Der Wille zur Macht é um RPG eletrônico; o jogador controla um grupo de personagens que se expande no decorrer da trama, navegando-os por uma variedade de ambientes conectados com a progressão da narrativa. Os segmentos de jogabilidade são separados por sequências de história, que são contadas por meio de cutscenes tradicionais. O grupo pode coletar diversos itens enquanto exploram os ambientes, alguns dos quais podem ser usados na jogabilidade para melhorar características dos personagens ou restaurar a vida. Uma base de dados é desbloqueada no decorrer do jogo, documentando os eventos da história e explicando as terminologias. O jogador pode acessar vários sistemas através de minijogos ativados pelo console portátil de Shion Uzuki, enquanto um sistema de emails permite que os jogadores tomem decisões bem humorados e jocosas que têm pouco impacto no enredo principal. O console também pode ser utilizado para acessar áreas já percorridas; isto dá acesso a missões paralelas separadas da história principal.
Os inimigos ficam visíveis nos ambientes durante a navegação, com um confronto sendo opcional. Caso o jogador decida entrar em batalha, alguns elementos ambientais como objetos inflamáveis podem ser usados a fim de alterar as estatísticas dos oponentes e dar ao jogador uma vantagem. O grupo de três personagens do jogador e o grupo inimigo são dispostos em uma arena de combate quando a batalha começa. O combate ocorre através de um sistema de rodadas. Cada personagem tem acesso a ataques corpo a corpo e à distância, podendo também utilizar itens que afetam o próprio grupo ou os inimigos. Os ataques do grupo do jogador são determinados por combinações de botões, com combinações diferentes acionando diferentes sequências de ataque que podem ter efeitos secundários nos personagens companheiros ou nos oponentes. Combinações de ataque podem ser customizadas pelo jogador entre as batalhas.
Cada ataque usa Pontos de Ação, com os pontos restantes ao final de cada rodada podendo serem usados na próxima. Movimentos especiais para cada personagem são desbloqueados ao acumular Pontos de Ação no decorrer de várias rodadas. Um personagem pode realizar uma ação exclusiva quando o mínimo de três Pontos de Ação estão disponíveis, infligindo grandes danos contra o oponente. Ataques mais poderosos podem ser realizados com uma quantidade maior de pontos. Além disso, os personagens podem fazer movimentos de Éter: ataques poderosos e ações de suporte que usam seus Pontos de Éter. Tanto o jogador quanto alguns inimigos possuem medidores de "impulso", que quando cheio permite que um personagem realize uma ação a mais ao mesmo tempo que tira a vez de um oponente na rodada.
O grupo tem acesso a mechas chamados A.G.W.S., que podem ser equipados ao abrir mão de uma rodada. Esses possuem movimentos próprios e ataques mais poderosos, porém mantém os danos sofridos de uma batalha para outra. O grupo é recompensado ao final dos confrontos com dinheiro que pode ser usado para comprar itens e acessórios. Os personagens também recebem pontos de experiência que aumento seus níveis, além de uma variedade de pontos de habilidade. Estes são divididos em Pontos de Éter a fim de melhorar as habilidades relacionadas com éter, junto com Pontos de Habilidade e Pontos de Tecnologia. Os primeiros são usados para ativar efeitos passivos ligados a acessórios, enquanto os segundos aumentam a efetividade e poder de ataques de tecnologia desbloqueados enquanto a experiência dos personagens cresce.

## Sinopse

### Mundo
Xenosaga Episode I: Der Wille zur Macht se passa em um universo baseado em ficção científica. No ano de "20XX", o Zohar, um artefato datado do começo do universo e que está relacionado com uma energia quase-divina chamada U-DO, foi descoberto por uma expedição arqueológica no Quênia. O Zohar é a chave que permitiu que a humanidade viajasse para fora do Sistema Solar. Mais de quatro mil anos no futuro, a humanidade deixou a Terra para trás após um evento terrível a fim de colonizar a galáxia, fazendo com que a localização do planeta fosse perdida e a Terra apelidada de "Jerusalém Perdida". A humanidade adotou um novo sistema de calendário chamado de "Cristo Transcendente" (C.T.), com os eventos do jogo se passando no ano 4767 C.T., equivalente a 7277 d.C. A espécie agora se espalha por mais de quinhentos mil planetas, com seus governos formando a Federação da Galáxia. Os planetas estão conectados por uma rede de viagem de dobra nomeada de Rede Unus Mundus. Esta é administrada pelas Indústrias Vector, que também controla interesses no exército da Federação. Existindo ao lado dos humanos estão os realianos, humanos sintéticos que possuem os mesmos direitos que humanos naturais. A Federação está sob ataque de uma antiga espécia alienígena chamada de gnosis. Armas normais são ineficientes contra os gnosis, assim a Vector desenvolveu dois tipos diferentes de sistemas de armas a fim de combatê-los: mechas humanoides chamados de A.G.W.S. e os androides de batalha KOS-MOS. Outra facção hostil é a Organização U-TIC, um antigo grupo científico que agora deseja tomar o controle do Zohar. Um episódio importante na mitologia do jogo é o Conflito Miltiano, uma guerra travada entre a Federação e a U-TIC que  causou a chegada dos gnosis e fez o planeta Miltia ser engolido por uma anomalia espaço-temporal.

### Personagens
Os personagens principais são Shion Uzuki, uma cientista humana que trabalha nas Indústrias Vector, e sua criação o androide de batalha KOS-MOS. Shion recebe no projeto a ajuda de Allen Ridgeley, também interagindo com os oficiais Andrew Cherenkov e Luis Virgil da Federação durante sua estadia na nave Woglinde. Uzuki e KOS-MOS conhecem em sua jornada a tripulação do Elsa, uma nave associada com a Fundação Kukai, administrada por Gaignun Kukai e "Jr."; os dois são seres artificiais chamados de U.R.T.V.s, com o corpo de Jr. especificamente não envelhecendo além da infância. Dentre a tripulação do Elsa está Caos, um jovem melancólico com um passado misterioso. O grupo ainda conta com o androide Zigurate 8, apelidado de Ziggy, e a protótipo reliana M.O.M.O.. Os principais antagonistas são Margulis, líder da U-TIC; e Albedo Piazzolla, irmão de Jr. e Gaignun. Os eventos da história são monitorados por Wilheim, diretor da Vector; e Nephilim, uma jovem conectada com o Zohar.

### Enredo
Uzuki está a bordo da nave Woglinde fazendo testes em KOS-MOS. A tripulação capta o sinal de um Emulador Zohar, uma das treze réplicas do Zohar original. Cherenkov monitora o progresso, porém ao mesmo tempo é um espião da U-TIC à procura do Zohar. A Wogline é pouco depois atacada pelos gnosis. KOS-MOS se ativa automaticamente e protege a equipe de Uzuki, no processo matando Virgil em fogo amigo a fim de salvar Uzuki e Ridgeley. KOS-MOS leva os dois e Cherenkov para a nave Elsa, que está seguindo para Segunda Miltia. Os gnosis atacam novamente e Caos usa sua habilidade para salvar Cherenkov. O ataque faz Cherenkov entrar em mutação, tormentando-o com visões de seu passado como soldado que falhou em ajustar-se a vida civil e matou muitas pessoas, incluindo sua esposa. Uzuki fica preocupada que KOS-MOS está apresentando um comportamento errático, enquanto Ridgeley fica preocupado com o estado emocional de Uzuki. Em outro lugar, Ziggy é enviado para resgatar M.O.M.O. da U-TIC, já que dados guardados dentro dela podem abrir o planeta Miltia original, perdido em um desastre pelo qual seu criador Joachim Mizrahi é culpado. Ziggy resgata M.O.M.O. e escapa por pouco. Piazzolla, que está trabalhando para a U-TIC atrás de objetivos próprios, parte atrás de M.O.M.O..
A Elsa é tirada do hiperespaço e engolida por um gnosis gigante. Cherenkov se transforma em um gnosis e o grupo é forçado a matá-lo, escapando da nave e sendo resgatados por Jr.. Uma batalha se segue e KOS-MOS ativa armas nunca vistas antes e absorve o gnosis. A equipe descobre de Jr. que a Fundação Kukai estão reunindo e armazenando Emuladores Zohar criados por Mizrahi. Enquanto isso, a U-TIC usa agentes dentro da Federação para alterar imagens da batalha entre Jr. e a U-TIC com o objetivo de implicar o grupo na destruição da Woglinde. Eles viajam para a base da Kukai acima da Segunda Miltia, operada por Gaignun. O grupo é feito de refém por agentes da Federação por causa da influência da U-TIC. Eles recebem a ajuda de um aliado de Gaignun e recuperam evidências do centro de memória de KOS-MOS que pode exonerá-los.
O grupo atravessa a memória de KOS-MOS, que é apresentada na forma de um reino lúdico construído a partir das memórias reprimidas de todos, por todo caminho observados por Nephilim. Uzuki encontra uma visão de Debronia, uma realiana morte no Conflito Miltiano, que lhe pede para "libertar" suas irmãs Cecily e Cathe pelo bem tanto de humanos quanto realianos. Nephilim conta ao grupo que KOS-MOS foi projetada para impedir que as energias U-DO entrassem nesta realidade, um evento que causou o planeta Miltia original desaparecer em um vácuo de espaço-tempo. Uzuki tem a capacidade de fazer um futuro melhor por sobreviver a um encontro com um gnosis e permanecer humana. Piazzolla, durante esse eventos, captura e tortura M.O.M.O. psicologicamente até iniciar a "Canção do Nephilim", uma música que atrai um enxame de gnosis.
A frota da Federação tenta destruir a base Kukai por parecer que é a origem da Canção, porém Wilheim, que tem observado secretamente os eventos, chega com uma frota particular que destrói os gnosis e protege a base. KOS-MOS utiliza uma arma avançada a fim de detectar a fonte da Canção em uma nave camuflada. O grupo aborda a nave espacial, resgatam M.O.M.O. e enfrentam Piazzolla, porém são parados por um homem azul que permite que Piazzolla escape com dados extraídos que podem dar acesso a Miltia. Ele convoca a Proto Merkebah, uma nave de pesquisa criada por Mizrahi, destruindo a frota da Federação antes de mirar suas armas na capital de Segunda Miltia. O homem azul revela ser Virgil ressuscitado e observa os eventos antes de desaparecer. O grupo infiltra-se na Proto Markebah e destrói seu núcleo, porém Piazzolla foge. Eles escapam da nave enquanto ela entra em autodestruição, com KOS-MOS protegendo a danificada Elsa enquanto esta entra na atmosfera de Segunda Miltia.

## Desenvolvimento
Xenosaga Episode I: Der Wille zur Macht foi o primeiro jogo produzido pela desenvolvedora japonesa Monolith Soft. Seu co-fundador Tetsuya Takahashi atuou como diretor e co-roteirista. Takahashi anteriormente tinha trabalhado na Square em Xenogears. Este título fora originalmente pensado como uma série em seis partes, porém os planos nunca foram adiante pois a Square decidiu focar seus recursos em suas franquias já estabelecidas, como Final Fantasy. Outro motivo citado foi que a companhia não tinha o dinheiro necessário para poder investir no conceito. Takahashi deixou a Square por discordar dessa estratégia e foi procurar uma nova empresa que pudesse ajudá-lo a criar o que ele e outros da equipe tinha pensado. Segundo o produtor e co-fundador Hirohide Sugiura, a maioria das companhias com quem eles entraram em contato sugeriram formar a Monolith como uma desenvolvedora independente, com apenas a Namco sugerindo que se tornassem uma subsidiária, estando também disposta a financiar a produção e cuidar das logísticas e divulgação, permitindo assim que os desenvolvedores se focassem apenas na criação do jogo. A produção de Episode I começou em 2000, logo depois da fundação da Monolith. Takahashi estava trabalhando no conceito do título desde 1999 com a intenção que fosse um sucessor espiritual de Xenogears em vez de uma recriação ou sequência. O desenvolvimento demorou dois anos com um orçamento de aproximadamente um bilhão de ienes.
Episode I foi desenvolvido por uma equipe formada entre sessenta e oitenta pessoas, expandindo para mais de cem durante seu período mais ativo. Dentre a equipe, vinte tinham anteriormente trabalhado em Xenogears. A maior questão enfrentada pelos desenvolvedores foi que estavam produzindo um produto para o PlayStation 2, um console com um poderio muito maior do que qualquer outra plataforma que tinham trabalhado. Uma grande melhora para Takahashi sobre seu trabalho em Xenogears foi que agora ele era capaz de fazer um jogo totalmente com gráficos tridimensionais, algo que não tinha conseguido fazer antes. O real desenvolvimento de Episode I só começou no final de 2000 por causa da quantidade de trabalho preparatório necessário e para se acostumarem com o novo console. A Namco proporcionou a tecnologia de captura de movimento. Takahashi comentou posteriormente que a quantidade de desenvolvedores jovens e inexperientes na Monolith impactou negativamente na produção, com o motor de jogo gráfico sendo finalizado apenas seis meses antes do lançamento. Episode I foi desenvolvido sob o título provisório de "Projeto X" até ser oficialmente anunciado.
O desenho dos personagens foram criados por Kunihiko Tanaka e Kouichi Mugitani, enquanto o projeto dos mechas ficou com Mugitani e Junya Ishigaki. Mugitani também trabalhou como o desenhista de produção do jogo. O diretor de arte foi Yasuyuki Honne, que anteriormente tinha trabalhado em Xenogears e Chrono Cross, enquanto a movimentação dos personagens ficou aos cuidados de Norihiro Takami. Honne colaborou com Takami na criação dos movimentos dos personagens nas cutscenes. Tanaka recebeu uma descrição geral dos personagens dada por Takahashi além de comparações com atores reais, criando seus desenhos a partir dai. Seu estilo de arte, que dava aos personagens olhos grandes que dominavam o rosto, mostrou-se um desafio para a equipe porque Takahashi queria que o modelo tridimensional fosse o mais próximo possível dos desenhos, porém o poder expressivo dos olhos grandes poderia ser facilmente "destruído" pela luz errada. Takami trabalhou muito nos modelos para garantir que os olhos fossem preservados sem atrapalhar o equilíbrio geral. Mugitani e Ishigaki trabalharam nos desenhos da Vector e da Federação, respectivamente. KOS-MOS inicialmente foi desenhada por Tanaka, porém ele teve alguns problemas para finalizá-la. Mugitani então contribuiu, criando algo próximo do desenho final da personagem, que então foi polido por Tanaka. Este também teve dificuldades com Shion, lhe dando óculos como um modo fácil de mostrar sua personalidade.
O roteiro de Episode I foi escrito por Takahashi e sua esposa Kaori Tanaka. Takahashi se consultou com toda a equipe sobre a direção que o roteiro estava seguindo antes mesmo da produção começar, a fim de garantir que o desenvolvimento permanecesse focado. Ele inicialmente planejou que a série Xenosaga fosse composta de seis jogos, com a narrativa sendo dividida em três partes, todas contendo as figuras de KOS-MOS e Caos. Quando os personagens humanos eram tipicamente representados como fortes apesar do corpo frágil, KOS-MOS foi pensada como o oposto: uma pessoa "inquebrável" com espírito frágil. Os nomes de KOS-MOS e Caos eram referências deliberadas aos conceitos filosóficos de ordem e caos no universo, conectando-se a elementos Zen incorporados à estrutura do mundo. O jogo faz grande uso de mitologia bíblica, traço compartilhado por outros títulos da série. O subtítulo foi tirado do título nativo do livro A Vontade de Poder, uma coleção de notas do filósofo alemão Friedrich Nietzsche. A utilização de conceitos e obras de Nietzsche tornaram-se um elemento recorrente da franquia; dentro do contexto de Episode I, o subtítulo reflete diretamente os personagens e a força de suas vontades. A estrutura militar da Federação foi baseada no Exército dos Estados Unidos, com alguns elementos tirados do Exército Imperial Japonês. Além das referências a Nietzsche, Takahashi incorporou referências a Richard Wagner, como o nome da nave Wogline, devido a histórica associação de Wagner com Nietzsche.
A existência de Episode I foi anunciada oficialmente em junho de 2001 para ser lançado ainda no mesmo ano. Foi confirmado em setembro que o jogo fora adiado para o próximo fevereiro. Ele estreou no Japão em 28 de fevereiro de 2002. Takahashi tinha confirmado algum tempo antes que uma localização ocidental seria feita após o lançamento japonês. O título foi localizado pela Interone Inc, com a dublagem em inglês sendo realizada pela ZRO Limit Productions e Animaze. Este processo demorou mais de um ano. Apesar de todo o sangue, referências religiosas e xingamentos terem sido mantidos na versão ocidental, uma cena entre Albedo e M.O.M.O. teve suas conotações sexuais diminuídas. Episode I foi lançado na América do Norte em 25 de fevereiro de 2003. Esta versão continha figurinos adicionais e elementos extras, tendo sido depois lançada no Japão em 20 de novembro sob o nome de Xenosaga Episode I Reloaded.

### Música
A trilha sonora de Episode I foi composta por Yasunori Mitsuda. O compositor quase não conseguiu participar do jogo por causa do cronograma apertado. Diferentemente da trilha da maioria dos RPGs da época, Mitsuda colaborou com Takahashi na criação de faixas para cenas específicas, em vez de ter um pequeno número de faixas que se repetem. Ele criou a música de forma principalmente orquestral, usando a Orquestra Filarmônica de Londres em várias faixas. Outras faixas incluíam vocais pelo coral da Metro Voices, solos de piano por Yasuharu Nakanishi e performances de cordas pela Gen Ittetsu. As duas canções temas, "Pain" e "Kokoro", foram cantadas pela cantora céltica Joanne Hogg, com quem Mitsuda tinha anteriormente trabalhado em Xenogears. As músicas vocais foram feitas no formato coral, ópera, a cappella e canto gregoriano, enquanto o tom geral da trilha foi descrito como "sério, por vezes sombrio, pesado e algumas vezes assombroso". Mitsuda chegou a planejar chamar outra pessoa para orquestrar suas composições depois de uma peça inicial não ter funcionado e precisou ser descartada, algo que o fez perder a confiança em suas próprias habilidades. Entretanto, ele reconquistou a confiança depois de vários meses e decidiu ser o próprio orquestrador, uma decisão que ele posteriormente considerou que o fez melhorar como compositor.

## Recepção
Episode I alcançou o topo das tabelas dos mais vendidos no Japão ao estrear, tendo vendido mais de 240 mil cópias em apenas três dias. O jogo já era o sétimo título mais bem vendido de 2002 ao final do ano com números de vendas acima de 340 mil unidades. Não estão disponíveis dados precisos, porém a Namco afirmou que Episode I foi um de seus jogos mais bem sucedidos no mercado internacional. A empresa anunciou em julho de 2003 que o jogo tinha vendido mais de um milhão de cópias mundialmente.
A revista japonesa Famitsu comentou positivamente sobre o mundo e o desenvolvimento dos personagens, enquanto a GamePro afirmou que a história e os personagens "[rivalizavam] com aqueles de um bom e profundo romance de ficção científica ou a melhor série de anime disponível". Greg Kasavin da GameSpot gostou da narrativa, porém achou que os elementos bíblicos existiam apenas pelo choque do que por serem adições significativas. Christian Nutt da GameSpy sentiu que os personagens fortes ajudavam a sustentar o enredo. Jeremy Dunham da IGN elogiou muito a história e o desenvolvimento dos personagens, mas comentou que alguns jogadores poderiam ficar insatisfeitos com os elementos não resolvidos deixados abertos para jogos futuros. Jake Alley da RPGamer falou que a narrativa era "interessante", já Rob Fahey da Eurogamer elogiou a complexidade e profundidade do enredo. Vários críticos comentaram o grande número e duração das cutscenes, com alguns gostando enquanto outros acharam exagerado.
A GamePro afirmou que o jogo era agradável apesar de parecer "inicialmente confuso, mesmo para veteranos de RPG". Kasavin gostou da falta de encontros randômicos e também do fluxo estratégico do combate, enquanto Nutt falou bem tanto do desafio proporcionado quanto suas mecânicas profundas. Dunham elogiou as opções de customizações disponíveis na jogabilidade, porém foi menos positivo sobre os mini-jogos presentes. Fahey achou que a jogabilidade era "excelente" e também comentou positivamente sobre a remoção dos encontros randômicos. Os mechas A.G.W.S. foram considerados por vários críticos como uma adição decepcionante para a jogabilidade. As mecânicas usadas para permitir que os jogadores revisitassem calabouços foram citadas como sendo maquinadas.
Kasavin escreveu que Episode I era "um jogo muito bonito" apesar de alguns problemas de sincronização labial, também elogiando a cinematografia e os gráficos usados nas animações. Nutt disse que os ambientes eram um "puro prazer visual" e que os modelos dos personagens eram "tanto variados quanto uniformemente excelentes". Dunham gostou da cinematografia e destacou as animações faciais e expressões dos personagens. Fahey escreveu que os gráficos eram excelentes, também elogiando a fusão de cinemáticas e gráficos em tempo real para a criação de uma experiência homogênea. A música foi elogiada de forma geral, porém Kasavin e Alley acharam que ela era muito escassa durante os segmentos de jogabilidade. A dublagem em inglês foi recebida de forma mista: Alley e Nutt elogiaram o elenco ocidental, porém Dunham e Kasavin não ficaram tão impressionados, com o primeiro comparando-a com a dublagem de um anime mediano.

## Legado
O sucesso internacional de Episode I fez a Namco oferecer mais apoio a série, com Yoichi Haraguchi, então vice-presidente da empresa, nomeando a Monolith como uma parceira de desenvolvimento valiosa junto com a Namco Tales Studio. Uma adaptação em mangá foi escrita por Atsushi Baba e publicada na revista Monthly Comic Zero Sum. O mangá foi publicado pela editora Ichijinsha em três volumes entre 2004 e 2006. Um disco suplementar chamado Xenosaga Freaks foi criado após a estreia de Episode I. Ele foi lançado em 28 de abril de 2004 e era dividido em quatro segmentos: um visual novel envolvendo vários personagens do jogo, um mini-jogo chamado XenoPitten, um dicionário explicando as terminologias da história e também um demo para a sequência. Freaks era parte de uma iniciativa que tinha o objetivo de transformar a série Xenosaga em uma franquia multimídia, com o projeto ficando substancialmente maior do que anteriormente planejado.
Uma sequência chamada Xenosaga Episode II: Jenseits von Gut und Böse foi desenvolvida por uma nova equipe, com Takahashi supervisionando o projeto para que assim a série seguisse em um novo rumo sob desenvolvedores mais jovens dentro da Monolith. O roteiro escrito por Norihiko Yonesaka foi baseado no rascunho inicial feito por Takahashi e Tanaka, porém acabou deixando fora boa parte do conteúdo originalmente planejado. Episode II foi lançado no Japão em junho de 2004 e na América do Norte em fevereiro do ano seguinte. O jogo foi publicado na Europa pela Sony Computer Entertainment Europe em outubro de 2005. Episode I e Episode II foram reimaginados em Xenosaga I & II para o Nintendo DS, lançado em março de 2006. O título foi co-desenvolvido pela Monolith junto com a Tom Create, enquanto o roteiro foi supervisionado por Takahashi e incluía materiais que precisaram ser cortados das versões originais dos dois jogos. I & II permanece até hoje como um exclusivo do Japão.
O desenvolvimento de Xenosaga Episode III: Also Sprach Zarathustra começou enquanto os trabalhos em Episode II estavam em andamento. Apesar da equipe ter ficado aberta à possibilidade de jogos futuros, Episode III foi pensado como o último título da série. Koh Arai e Yonesaka retornaram como, respectivamente, diretor e roteirista. Takahashi concebeu o esboço da história e supervisionou o roteiro. O jogo estrou mundialmente em 2006 e foi o último título lançado para a série Xenosaga.

### Anime
Uma adaptação em anime de doze episódios chamada Xenosaga: The Animation foi produzida pela Toei Animation e encomendada após o sucesso comercial do jogo. Nenhum membro da equipe de Episode I envolveu-se na produção, porém a equipe do anime queria manter-se o mais fiel possível aos eventos do jogo. The Animation foi anunciado em 2004 e foi transmitido pela TV Asahi entre janeiro e março de 2005. A série foi dublada e licenciada nos Estados Unidos pela A.D. Vision. Os direitos foram depois adquiridos pela Funimation. Vários membros da equipe de The Animation posteriormente foram trabalhar no desenvolvimento de Xenosaga I & II.